# İsmail Zurnacı
İsmail Zurnacı (ur. 14 listopada 1969) – turecki zapaśnik walczący w stylu wolnym. Zajął siódme miejsce na mistrzostwach świata w 1994. Trzeci w Pucharze Świata w 1992 i czwarty w 1995. Złoty medalista igrzysk śródziemnomorskich w 1993. Trzeci na MŚ kadetów w 1989 i ME kadetów 1988 roku.